# Kloster Eiteren
Kloster Eiteren (Eytheren) ist ein ehemaliges Zisterzienserkloster in den Niederlanden.

## Lage
Das ehemalige Kloster lag in Eiteren in der Gemeinde IJsselstein in der Provinz Utrecht.

## Geschichte
Das Kloster wurde bei einer Maria Himmelfahrt geweihten Kapelle aus dem 10. Jahrhundert im Jahr 1342 als Tochterkloster von Kloster Ebrach in Franken aus der Filiation der Primarabtei Morimond gestiftet. In Eiteren befanden sich auch ein Leprosenhaus, außerdem war Eiteren ein Wallfahrtsort („Ommedracht“). Seit 1394 war das Kloster ein Priorat von Kloster Kamp. Kapelle und Kloster wurden im Bildersturm von 1579 verwüstet. Im 17. Jahrhundert wurde die Bevölkerung von Eiteren in die Festungsstadt IJsselstein umgesiedelt.